# SkyDome Arena
Die SkyDome Arena ist eine Eissporthalle in der englischen Stadt Coventry, Vereinigtes Königreich. Die Halle liegt nahe dem Stadtzentrum und bietet 3.000 Plätze, davon 2.200 Sitzplätze.

## Geschichte
Die SkyDome Arena wurde 1999 eröffnet. Sie ist vor allem die Heimspielstätte des Eishockeyclubs Coventry Blaze aus der Elite Ice Hockey League. Zudem finden regelmäßig Veranstaltungen der Wrestlingunternehmen Total Nonstop Action Wrestling und Pro Wrestling NOAH statt.

## Galerie

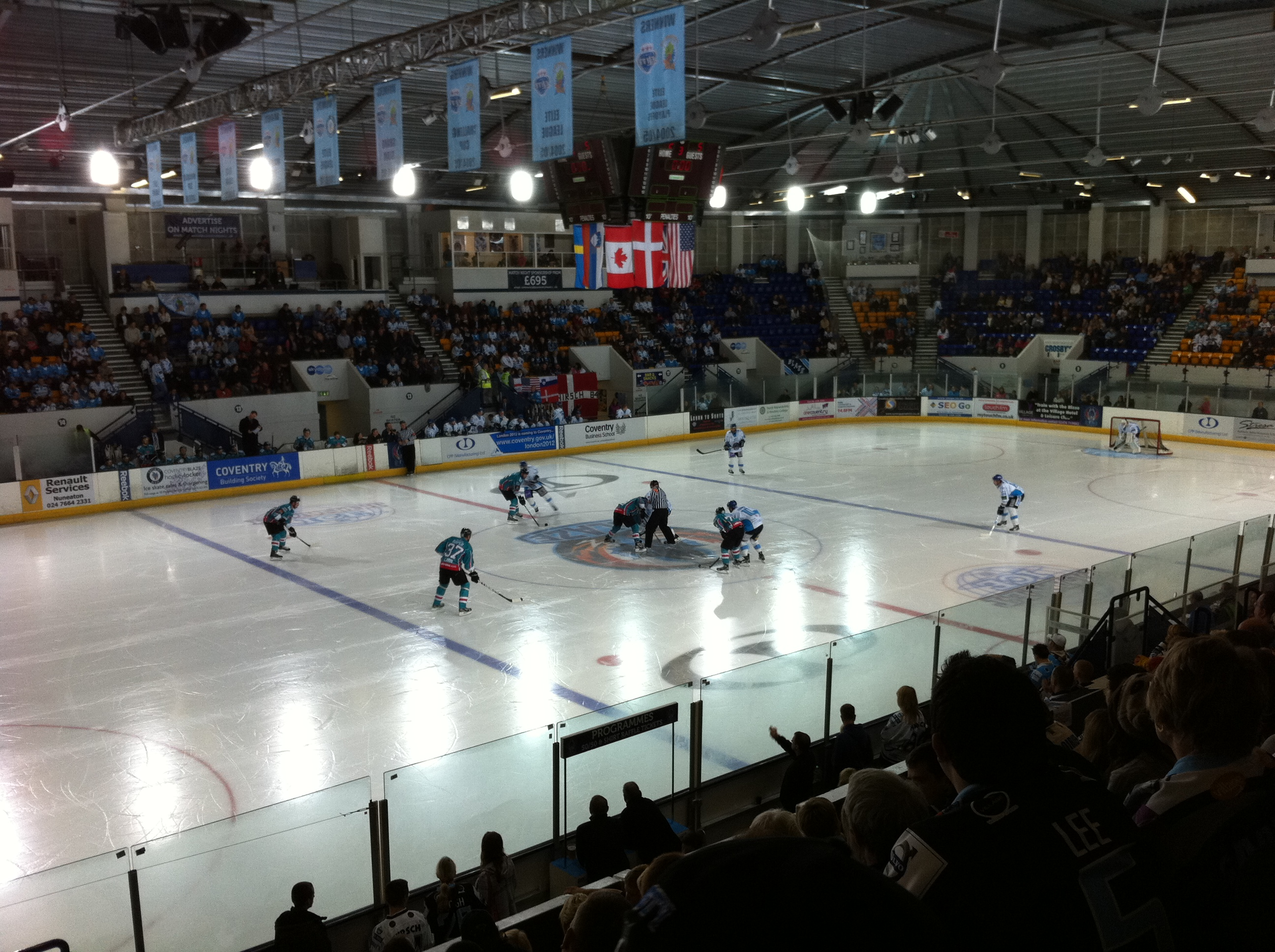
Spiel der Coventry Blaze gegen die Belfast Giants am 9. Oktober 2011